# Johan Fuentes
Johan Patricio Fuentes Muñoz (* 2. Februar 1984 in Santiago) ist ein chilenischer Fußballspieler, der als zentraler oder linker Mittelfeldspieler agiert. Aktuell steht er beim chilenischen Verein Curicó Unido unter Vertrag.

## Karriere
Johan Fuentes stand bis 2006 bei Deportes Melipilla unter Vertrag und gewann die Primera B, was den Aufstieg in die Primera División bedeutete. Es folgten Stationen bei Unión Española, Curicó Unido, CD Cobreloa und Unión La Calera.
2012 schloss er sich dem CD Cobresal an, wo er bis 2016 spielte. Als Kapitän führte er das Team 2015 zum Gewinn der Clausura, dem ersten Meistertitel in der Vereinsgeschichte. In dieser Zeit erzielte er 19 Tore in 153 Spielen, darunter ein bemerkenswertes Tor aus über 50 Metern gegen den Rekordmeister CSD Colo-Colo im Jahr 2013.
Nach seiner Zeit bei Cobresal spielte er für San Luis, Deportes Iquique, Deportes Temuco und Deportes Santa Cruz. 2023 schloss er sich Trasandino an und kehrte im März 2025 im Alter von 41 Jahren zu Curicó Unido zurück, um in der Primera B zu spielen.

## Erfolge
Melipilla
- Chilenischer Zweitligameister: 2006

Cobresal
- Chilenischer Meister: 2014/15-C